# Przejście graniczne Kukuryki-Kozłowiczy
Przejście graniczne Kukuryki-Kozłowiczy – polsko-białoruskie drogowe przejście graniczne położone w województwie lubelskim, w powiecie bialskim, w gminie Terespol, w miejscowości Kukuryki.

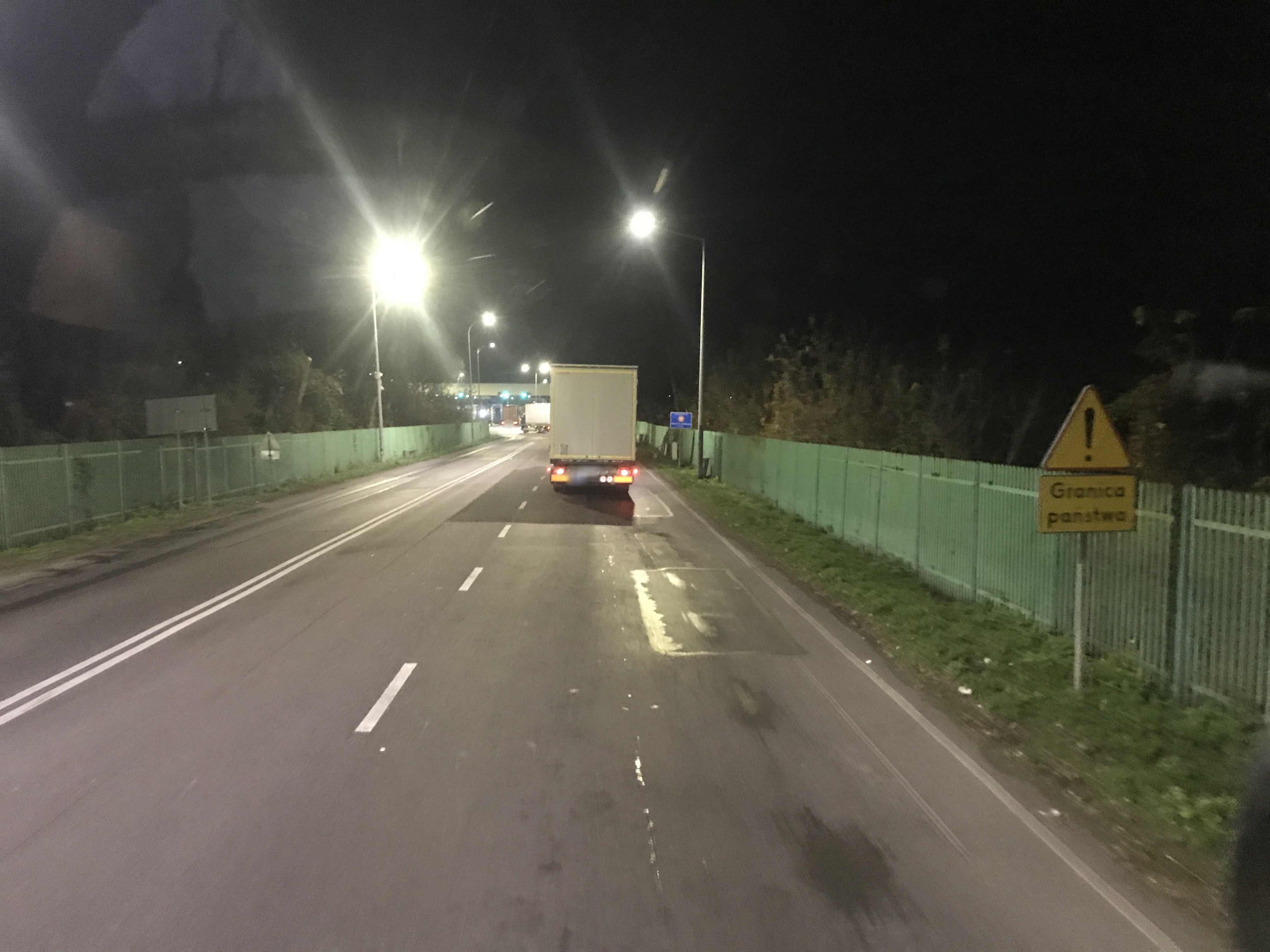
Dojazd do przejścia granicznego w Kukurykach (listopad 2020)

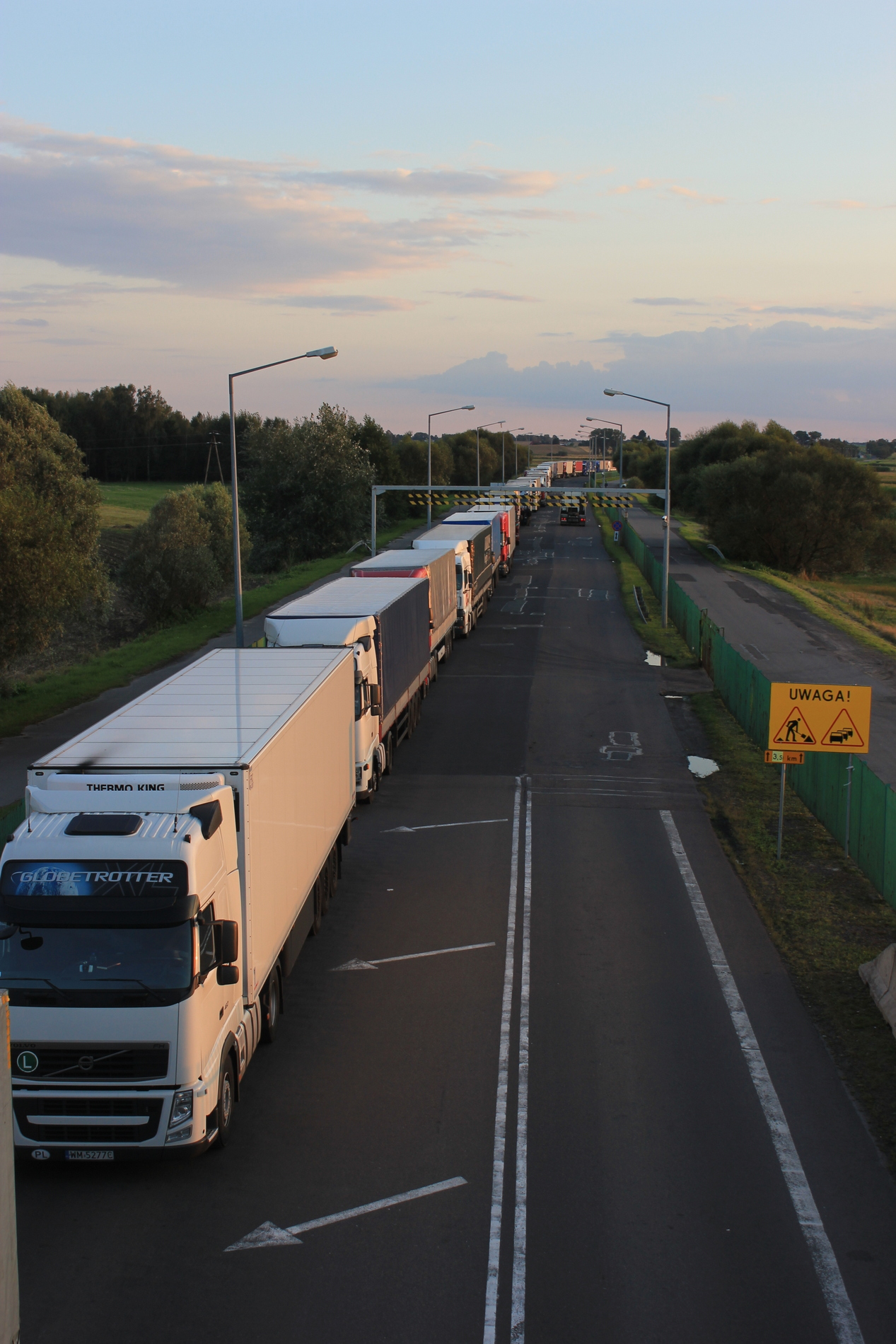
Kolejka ciężarówek na DK 68 przed przejściem granicznym Kukuryki-Kozłowiczy (sierpień 2014)

## Opis
Przejście graniczne Kukuryki-Kozłowiczy czynne jest przez całą dobę. Dopuszczony jest ruch towarowy bez względu na obywatelstwo lub przynależność państwową. Połączone jest drogą celną o długości 5,2 km z terminalem samochodowym w Koroszczynie. Terminal przeznaczony jest do dokonywania kontroli celnych, sanitarnych, weterynaryjnych i fitosanitarnych międzynarodowego ruchu towarowego.
Do przejścia dochodzą polska droga krajowa nr 68 (w przyszłości autostrada A2) i białoruska droga magistralna M1.
Od 21 lutego 2023 roku, od godziny 19:00, działanie przejścia granicznego będzie zawieszone do odwołania. Przyczyną ma być wprowadzenie przez władze białoruskie ograniczeń dla polskich firm przewozowych wobec korzystania z przejść granicznych na granicy Białorusi z Litwą i Łotwą.
Odprawa graniczna dokonywana jest w miejscowości Kukuryki na 9 pasach ruchu:
- Wjazd do RP – 4 pasy ruchu:
  - UE, EOG, CH – 1
  - ALL PASSPORTS – 3
- Wyjazd z RP – 5 pasów ruchu:
  - EOG, CH – 1
  - ALL PASSPORTS – 4.

### Podmioty odpowiedzialne
Stan z 6 czerwca 2014
Podmioty odpowiedzialne za dokonywanie kontroli osób, towarów i pojazdów przekraczających granicę:
- Kontrola graniczna: Placówka Straży Granicznej w Terespolu[a][5]
- Kontrola celna: Oddział Celny w Koroszczynie (Izba Celna Biała Podlaska, Urząd Celny Biała Podlaska)
- Graniczny Inspektorat Weterynarii w Koroszczynie
- Graniczna Stacja Sanitarno–Epidemiologiczna w Koroszczynie
- Wojewódzki Inspektorat Ochrony Roślin i Nasiennictwa w Lublinie – Oddział Graniczny w Koroszczynie
- Wojewódzki Inspektorat Jakości Handlowej Artykułów Rolno–Spożywczych w Lublinie – Oddział w Białej Podlaskiej.

Administracja przejścia:
- Zespół Drogowego Przejścia Granicznego w Kukurykach oraz Punktu Odpraw Weterynaryjnych, Fitosanitarnych, Sanitarnych i Celnych w Kobylanach, podległy Lubelskiemu Zarządowi Obsługi Przejść Granicznych w Chełmie – Wydział Zamiejscowy w Koroszczynie (stan zatrudnienia – 37 osób.

Powierzchnia terenu w zasięgu terytorialnym przejścia: 28,39 ha (ogółem), w tym: terminal – 19,40 ha (część budżetowa), droga celna – 5,75 ha (w obrębie ogrodzenia), zespół obiektów przy granicy państwowej w Kukurykach – 3,24 ha.
Infrastruktura przejścia obejmuje: część budżetową terminala samochodowego w Koroszczynie (wydzieloną z całości kompleksu terminala i włączoną do zasięgu terytorialnego przejścia), drogę celną z Koroszczyna do Kukuryk i zespół obiektów przy granicy państwowej w Kukurykach.

### Stanowiska odpraw, miejsca postojowe
Stan z 6 czerwca 2014
Potokowa organizacja ruchu–kontrola graniczna i celna osób i pojazdów odbywa się na pasach:
- Wjazd do RP
  - Samochody ciężarowe – 4
- Wyjazd z RP
  - Samochody ciężarowe – 5.

Liczba stanowisk w głównej hali odpraw celnych terminala: 26 (po 13 w przywozie i wywozie).
Liczba stanowisk odpraw w innych obiektach i pomieszczeniach terminala - 14.
Liczba miejsc postojowych dla samochodów ciężarowych na płytach terminala: wschodnia – 250, zachodnia – 250.
Liczba stanowisk kontrolerskich w pawilonach odpraw paszportowych przy granicy państwa w Kukurykach: 9 przy 9 pasach odpraw (4 wjazdowe i 5 wyjazdowe).

### Obiekty kubaturowe
Stan z 6 czerwca 2014
A. Terminal samochodowy w Koroszczynie:
- Budynek główny z halą odpraw (łącznie 6 665,20 m²)[b] z dwiema zewnętrznymi, zadaszonymi rampami do kontroli towarów i pojazdów (łącznie 2 454,00 m²)[b]
- Budynek odpraw weterynaryjnych (1 971,60 m²)[b]
- Budynek kontroli szczegółowej pojazdów z kotłownią (1 174,35 m²)[b]
- Budynek laboratoryjno–magazynowy (1 073,70 m²)[b]
- Budynek garażowo–magazynowy (882,70 m²)[b]
- Budynek warsztatowy (585,60 m²)[b]
- Budynek rozdzielni NN z agregatem prądotwórczym (100,83 m²)[b]
- Pawilony kontroli wjazdu i wyjazdu – 11 szt.(łącznie 313,50 m²)[b]
- Pawilony sanitarne dla podróżnych – 5 szt. (łącznie 389,00 m²)[b]
- Wiaty nad śluzami: wjazdową i wyjazdową – 2 (łącznie 4 205,80 m²)[b]
- Wiata zaplecza technicznego – 1 (1 474,60 m²).

B. Zespół obiektów przy granicy państwowej w Kukurykach:
- Budynek główny–biurowy (345,03 m²)[b]
- Pawilony kontroli paszportowej przy pasach odpraw – 6 szt. (łącznie 106,53 m²)[b]
- Pawilon na rogatce przy moście granicznym (18,97 m²)[b]
- Budynek kontroli obecności istot żywych w profilach zamkniętych (159,90 m²)[b]
- Budynek dla przewodnia psa służbowego (8,06 m²)[b]
- Kontener sanitarny – (łącznie 12,47 m²)[b]
- Wiaty nad pasami odpraw paszportowych – 2 szt. (łącznie 2 141,30 m²)[b]

### Media
Stan z 6 czerwca 2014
- Zasilanie elektroenergetyczne: stacja transformatorowa, agregaty prądotwórcze (4 szt.) + 3 UPS
- Sieć telefoniczna: miejscowa, automatyczna centrala telefoniczna TP S.A., zapewniająca wewnętrzną i zewnętrzną łączność wszystkim użytkownikom obiektów i pomieszczeń
- Sieci teletechniczne: CCTV, OCR, OS, SKD, SMM, SSP, SSWiN, WLAN
- Gospodarka wodno–ściekowa: Zaopatrzenie w wodę z wodociągu komunalnego. Ścieki sanitarne z terminala odprowadzane są do oczyszczalni komunalnej, a z obiektów przy granicy – do zbiorników bezodpływowych (2 szt.). Wody opadowe z terminala odprowadzane są do własnego zbiornika osadnikowego (poj. 3 250 m³), a dalej poprzez separatory do rzeki Czapelki. Odprowadzanie wód opadowych w Kukurykach odbywa się kanalizacją poprzez separator. Ponadto, terminal jest wyposażony w sieć p.poż. z pompownią i zbiornikiem wody o pojemności 600,00 m³, oraz dwa zbiorniki na ścieki chemiczne (po jednym na płycie wschodniej i zachodniej) o łącznej pojemności 322,00  m³.
- Ogrzewanie i zaopatrzenie w ciepłą wodę: terminal ma własną kotłownię olejową, a zespół obiektów przy granicy państwowej w Kukurykach jest wyposażony w elektryczne ogrzewanie i podgrzewanie wody.

### Inne elementy infrastruktury należące do przejścia granicznego
Stan z 6 czerwca 2014
- Droga celna – 5 km (łącząca terminal w Koroszczynie z punktem kontroli paszportowej przy granicy państwowej w Kukurykach), z dwoma mostami (na rzece Czapelce i na starorzeczu Bugu), obustronnie wygrodzona płotem metalowym, oświetlona i stale monitorowana (łącznie 64 kamery)
- Stacjonarne monitory promieniowania typu bramowego – 5 kompletów
- RTG stacjonarny do prześwietlania samochodów ciężarowych – 2 szt.
- Wagi: dynamiczne – 6 szt. przy pawilonach kontroli wjazdu/wyjazdu; statyczne pomostowe – 2 szt. (po jednej na obu płytach)
- Zapory drogowe (szlabany) ogółem 18, w tym 2 w Kukurykach
- Kontenerowa stacja transformatorowa z agregatem prądotwórczym (w Kukurykach).

### Infrastruktura usługowa
Stan z 6 czerwca 2014
Obsługa podróżnych:
- Część budżetowa terminala:
  - Toalety publiczne – 5 szt. (łącznie 25 kabin z natryskami, 40 kabin WC i 30 pisuarów);
- Zespół obiektów w Kukurykach:
  - Toaleta publiczna (3 kabiny);
  - Część komercyjna terminala (zarządzana przez Polskie Konsorcjum Gospodarcze):
  - Agencje celne
  - Firmy spedycyjne i ubezpieczeniowe
  - Kaplica ekumeniczna
  - Filia banku i kantor wymiany walut
  - Restauracja
  - Sklepy spożywcze i przemysłowe
  - Sanitariaty.

### Punkt Odpraw Weterynaryjnych, Fitosanitarnych, Sanitarnych i Celnych w Kobylanach
Stan z 6 czerwca 2014
- Dopuszczalny ruch: towarowy, godziny otwarcia: całodobowo, zakres prowadzonej kontroli: celna, weterynaryjna, fitosanitarna, sanitarna.

#### Organizacja zarządzania punktem odpraw
Stan z 6 czerwca 2014
- Administracja przejścia: 
  - Zespół Drogowego Przejścia Granicznego w Kukurykach oraz Punktu Odpraw Weterynaryjnych, Fitosanitarnych, Sanitarnych i Celnych w Kobylanach, podległy Lubelskiemu Zarządowi Obsługi Przejść Granicznych w Chełmie – Wydział Zamiejscowy w Koroszczynie (stan zatrudnienia – 6 osób).

#### Podmioty odpowiedzialne za dokonywanie kontroli osób, towarów i pojazdów
Stan z 6 czerwca 2014
- Oddział Celny w Małaszewiczach (Izba Celna Biała Podlaska, Urząd Celny Biała Podlaska)
- Graniczny Inspektorat Weterynarii w Koroszczynie
- Graniczna Stacja Sanitarno–Epidemiologiczna w Koroszczynie
- Wojewódzki Inspektorat Ochrony Roślin i Nasiennictwa w Lublinie – Oddział Graniczny w Koroszczynie.

#### Infrastruktura punktu odpraw
Stan z 6 czerwca 2014
- Część budżetowa terminala samochodowego w Koroszczynie (wydzielona z całości kompleksu terminala i włączoną do zasięgu terytorialnego przejścia)
- Droga celna z Koroszczyna do Kukuryk
- Zespół obiektów przy granicy państwowej w Kukurykach.

#### Obiekty kubaturowe punktu odpraw
Stan z 6 czerwca 2014
Administrator przejścia granicznego nie posiada własnych obiektów w towarowej części przejścia granicznego, a pomieszczenia dla potrzeb poszczególnych służb dzierżawi od spółek kolejowych (PKP S.A. – Oddział Gospodarowania Nieruchomościami w Lublinie) w niżej wymienionych obiektach:
- Terminal odpraw celnych, weterynaryjnych, fitosanitarnych i sanitarnych towarów w Kobylanach:
  - Służba Celna – 26 pomieszczeń (łącznie 552,09 m²)[b]
  - Graniczna Inspekcja Weterynaryjna – 74 pomieszczeń (łącznie 1 699,88 m²)[b]
  - Graniczna Inspekcja Ochrony Roślin i Nasiennictwa – 16 pomieszczeń (łącznie 330,61 m²)[b]
  - Graniczna Inspekcja Sanitarno–Epidemiologiczna – 1 pomieszczenie (łącznie 16,00 m²)[b]

#### Media punktu odpraw
Stan z 6 czerwca 2014
- Energię elektryczną, ogrzewanie, zaopatrzenie w wodę i odprowadzanie ścieków zapewniają odpłatnie administratorzy obiektów kolejowych w ramach odrębnych umów, zawartych z administratorem przejścia granicznego.
- Usługi telekomunikacyjne świadczą operatorzy na podstawie umów zawartych z właściwymi organami poszczególnych służb.

#### Infrastruktura usługowa punktu odpraw
Stan z 6 czerwca 2014
Obsługa podróżnych:
- 5 sanitariatów dla podróżnych w budynku biurowym osobowej części przejścia.

### Przejście graniczne polsko-radzieckie
W okresie istnienia Związku Radzieckiego 30 lipca 1984 roku zaczęło funkcjonować w tym miejscu polsko-radzieckie drogowe przejście graniczne Kukuryki. Czynne było od 1 maja do 30 października całą dobę. Następnie rozszerzono funkcjonowanie na cały rok. Dopuszczony był ruch towarowy. Kontrolę graniczną osób, towarów oraz środków transportu wykonywała Graniczna Placówka Kontrolna Kukuryki (GPK Kukuryki).